# Lillet

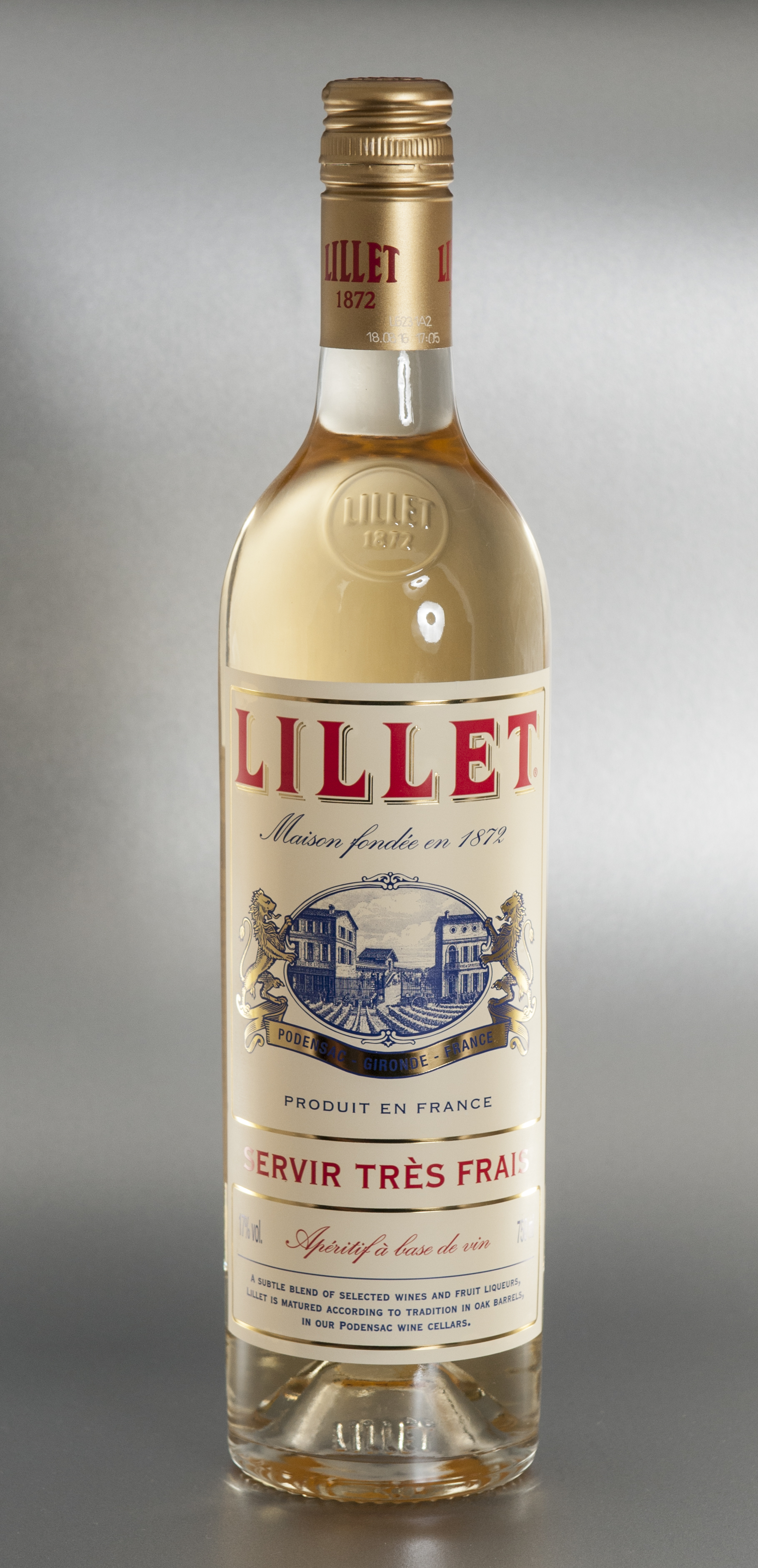
Eine Flasche Lillet Blanc

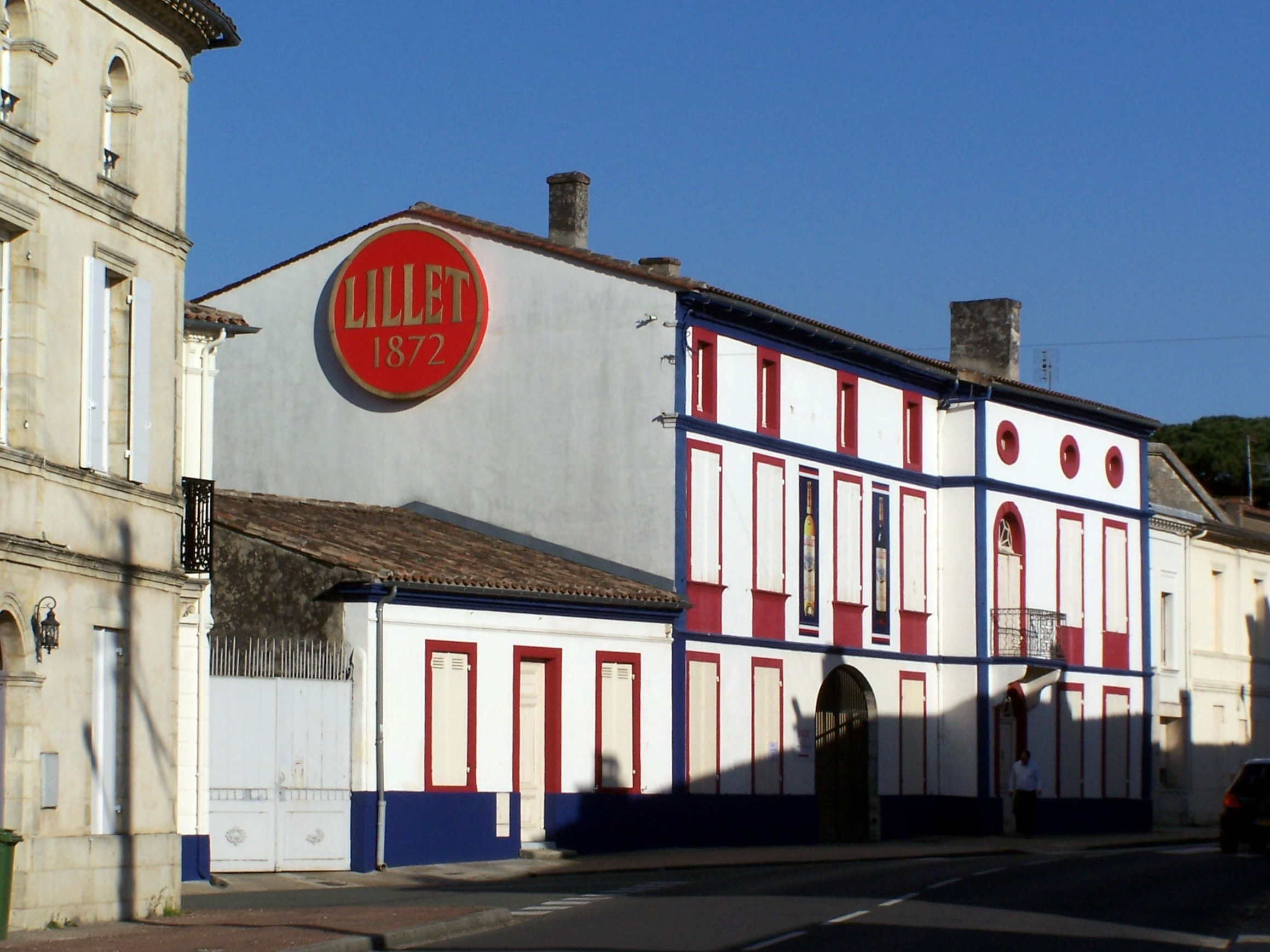
Firmensitz La maison Lillet in Podensac

Unter dem Namen Lillet werden verschiedene Aperitifs vertrieben, die im Verhältnis Volumenanteile 85 : 15 aus Weinen und Fruchtlikören hergestellt wurden. Die fertigen Aperitifs haben einen Alkoholgehalt von 17 Vol.-%. Die Marke gehört zum Unternehmen Pernod Ricard.

## Herstellung
Zur Herstellung der Liköre wird die Schale verschiedener Zitrusfrüchte (Orangen aus Südspanien, Pomeranzen aus Haiti, grüne Orangen aus Marokko und Tunesien) und Chinarinde aus Peru mehrere Monate lang in Alkohol eingelegt.
Der Lillet wird in traditionellen Eichenfässern gelagert. 1987 wurde das Rezept des Lillet Blanc und 1990 die Zusammensetzung des Lillet Rouge in Zusammenarbeit mit dem önologischen Institut der Universität Bordeaux dem zeitgenössischen Geschmack angepasst: Seitdem schmeckt er nicht mehr süß und bitter, sondern leicht und fruchtig.

## Varianten
Lillet ist in vier Varianten erhältlich:
- Blanc (Cuvée aus weißen Rebsorten; goldfarben; Aromen von in Honig kandierten Orangen, Fichtenharz und exotischen Früchten)
- Rosé (Cuvée aus weißen und roten Rebsorten; rosafarben; Aromen von roten Früchten, Orangenblüten und Grapefruit)
- Rouge (Cuvée aus roten Rebsorten; rubinrot; Aromen von Orangen, roten Früchten, Vanille und Gewürzen)
- Lillet Grande Réserve (Cuvée aus weißen Rebsorten)

## Geschichte
Die Firma Lillet Frères (Likörhersteller und Wein- und Spirituosenhändler) wurde 1872 im französischen Podensac (Gironde), südlich von Bordeaux, gegründet. Der Lillet entstand 1887. Die Idee, Bordeaux-Weine mit exotischen Früchten zu kombinieren, stammte von Pater Kermann, der unter Ludwig XVI. als Arzt nach Brasilien auswanderte und schließlich wieder nach Bordeaux zurückkehrte, wo er Liköre und Stärkungsmittel hauptsächlich aus Chinarinde herstellte. Bordeaux war damals die Hauptstadt des Weinhandels und der wichtigste französische Hafen, von dem die Schiffe in die Karibik ausliefen. 1946 wurde er vom Weinhändler Michel Dreyfus erstmals in die USA importiert. 1962 ließ Pierre Lillet den Lillet Rouge speziell für den amerikanischen Markt entwickeln.
2012 wurde der Lillet rosé auf den Markt gebracht. Nachdem Lillet bereits in den 2010er-Jahren als Trendgetränk galt, erhöhte das Unternehmen im Jahre 2020 durch eine weltweite Kampagne sowie durch offizielle Rezeptvorschläge für Cocktails mit Lillet als Zutat noch einmal seine Bekanntheit. Der seit 2020 beworbene Longdrink Lillet Berry wurde 2022 im Nummer-eins-Hit Wildberry Lillet von Nina Chuba besungen.

## Servierarten
Lillet wird als Aperitif getrunken: sehr kalt, auf Eis und mit einem Schnitz Limette oder Orange. Er eignet sich aber auch zum Mixen von Longdrinks oder Cocktails.
Seit 2020 veröffentlichte Lillet, teilweise in Kooperation mit dem Softdrinkhersteller Schweppes, mehrere Cocktailrezepte für Cocktails wie den „Lillet Wild Berry“, den „Lillet Vive“ und den „Lillet Rosé White Peach“. Insbesondere der Lillet Wild Berry entwickelte sich in Deutschland zu einem Sommer-Trendgetränk.

## Trivia
In James Bond 007: Casino Royale lässt sich James Bond einen Martini mit Kina Lillet anstelle von Wermut servieren, den er später Vesper nennt. Das Rezept wird erstmals in Ian Flemings  Roman Casino Royale von 1953 erwähnt. Das Rezept bezieht sich auf den Kina Lillet, der seit 1986 nicht mehr hergestellt wird und durch Lillet Blanc ersetzt wurde, sodass auch das Rezept der International Bartenders Association heutzutage Lillet Blanc als Zutat benennt. Da dieser im Vergleich zum Kina Lillet weniger Chinin enthält, wird teilweise empfohlen, chininhaltige Spirituosen hinzuzufügen, beispielsweise einen Angosturabitter, um den Original-Geschmack zu erhalten.